# Església del Carme (Valls)
L'Església del Carme és un monument del municipi de Valls (Alt Camp) protegit com a bé cultural d'interès local.

## Descripció
Edifici de planta basilical d'una nau amb sis trams i capelles laterals. Els suports són pilars. La nau central i els braços del creuer es cobreixen amb volta de canó amb llunetes. El creuer amb cúpula sobre petxines, la capella major amb volta i la sagristia amb aresta. La façana, barroca, és simètrica, amb portada que conté un nínxol amb la imatge de la Verge del Carme damunt la porta principal. Als costats dues finestres i en la part superior un rosetó. El campanar, de base quadrada, s'eleva als peus, en el costat de l'Espítola i és de quatre pisos, progressivament més petits. L'edifici és de pedra i maçoneria amb arrebossat.

### Antic edifici del convent
L'Antic edifici del convent és un edifici de tres ales en angle recte. El quart extrem l'ocupa l'església del Carme. La façana és de composició simètrica, amb planta baixa, un pis, cambra d'aire i terrat amb balustres. A la planta baixa, emmarcades per pilastres, hi ha dues portes d'accés, una de les quals està modificada. Cal destacar que les portes tenen dos arcs, un exterior gairebé de mig punt, i un altre d'interior, rebaixat. La resta d'obertures, rectangular, es distribueixen simètricament per la façana. Les de la planta baixa tenen reixat, i les del primer pis, motllures ritmades. Són interessants els balcons del primer pis, amb balustres de ceràmica. Algunes obertures estan tapades i presenten vestigis de pintura. La separació entre les plantes està marcada per impostes. L'obra és de pedra, maó i maçoneria arrebossada.

## Història
L'any 1320 els Jurats de la Vila van fer donació de la terra necessària per a fundar el monestir i el convent dedicats a Santa Maria del Came. Van col·laborar vallencs filantrops i la Universitat de Valls. El 1512 el prior de Santa Maria del Carme va contractar el mestre de cases Peris de Tost per acabar l'església. La Universitat va recolzar també l'inici de les edificacions del monestir l'any 1678. La façana és del s. XVIII. El campanar es va bastir en dues èpoques. La darrera, probablement, pel mestre d'obres de Valls, Joan Pallà (actiu a inicis del s. XIX). El Temple i el Monestir van ser habitats fins a la primera meitat del s.XIX per Carmelites. Després de l'exclaustració dels frares el 1835, el convent fou adaptat com a hospital i pel que fa a l'església, fou convertida en parròquia el 1878.